# Canon T90

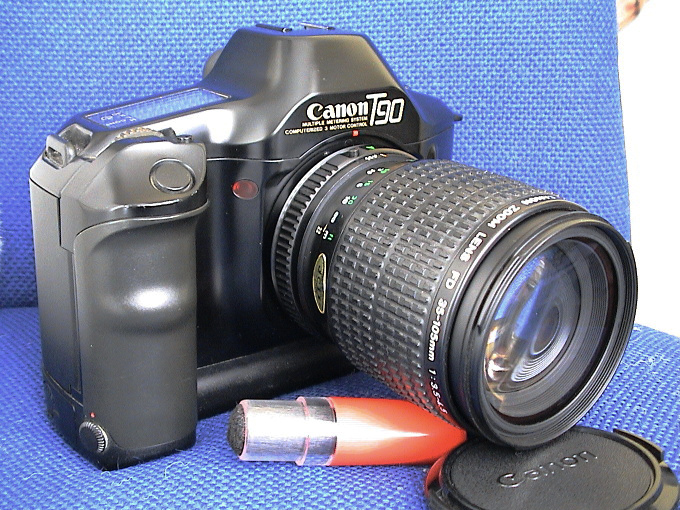
Vista de frente, es una cámara grande para los estándares de la época. El compartimento de las pilas no se encuentra en la empuñadura, sino en la base.

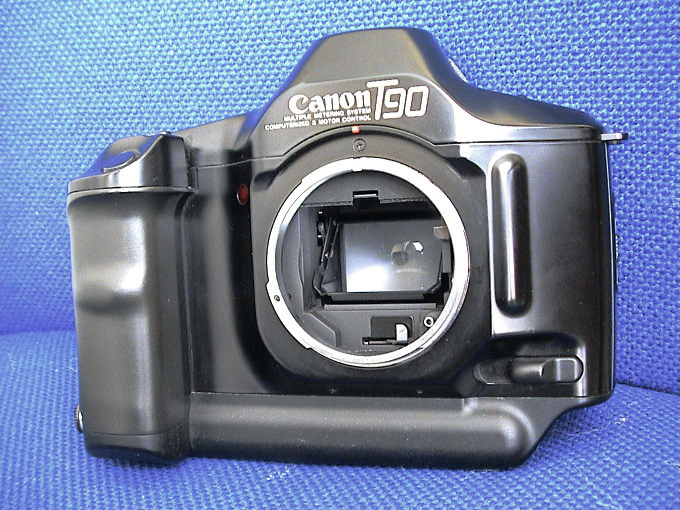
Sin objetivo, mostrando el espejo y la montura.

La Canon T90 es una cámara fotográfica presentada al mercado en 1986. Era el buque insignia de los modelos de 35 mm T de Canon. Fue asimismo la última cámara profesional con enfoque manual de Canon, y por tanto la última en utilizar la ya desaparecida montura FD. Aunque solo un año más tarde Canon estableció la nueva línea de auto enfoque EOS, la T90 incorporaba nuevas tecnologías y conceptos que hasta hoy día solo aparecen en los nuevos buques insignia de Canon, especialmente la interfaz de usuario, el diseño industrial y el alto nivel de automatización.
Los periodistas japoneses apodaron a la T90 como "El tanque", gracias a su robustez. Aún se buscan estas cámaras hasta veinte años después de su presentación. El coleccionista Stephen Gandy comenta "[...] La T90 estaba a años luz de su tiempo. Es una de las mejores cámaras de enfoque manual de todos los tiempos"; y concluye: "En mi opinión es el mejor diseño que ha construido Canon en su historia".

## Diseño innovador

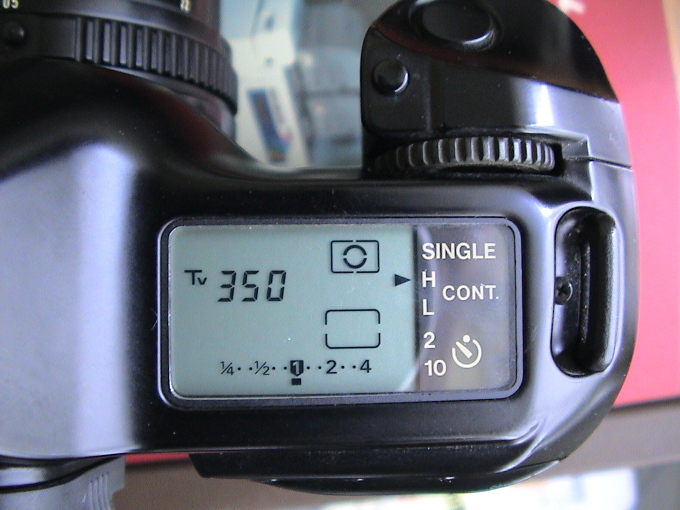
LCD y rueda de control.

Anteriormente, las cámaras Canon eran desarrolladas completamente por la casa. Para la T90, Canon contrató al diseñador industrial Luigi Colani para colaborar con sus propios diseñadores. El diseño final fue el producto de la conjunción de las ideas de Colani y las del equipo de Canon, incorporando el diseño ergonómico (bio-forma) de Colani. Canon premió el trabajo de Colani regalándole la primera T90 con su nombre grabado. Para el diseño de la T90 se usaron técnicas de diseño asistido por ordenador y control numérico por ordenador para el modelado.
La mayor parte del trabajo fue para diseñar una cámara ergonómica y el diseño de la interfaz de usuario. Anteriormente, el diseño de cámaras estaba dirigido por restricciones mecánicas en cuanto al lugar de los controles, como el selector de velocidad, el disparador, la palanca de arrastre, etc. En la T90, la manivela para el arrastre de la película no era necesaria, mientras que otros controles no estaban relacionados mecánicamente. Estos factores dieron más libertad a los diseñadores para crear una cámara más fácil de asir y controlar, y colocar los controles de manera que fuesen intutitivos para el usuario y no por restricciones mecánicas.
La T90 introdujo características nuevas entonces pero que se usan en las cámaras actuales, como la empuñadura ergonómica con el disparador en la parte superior en vez de más atrás de la cámara. A pesar de que el uso de un LCD no era nuevo pues se introdujo en la Canon T70, en la T90 se refinó para incluir más información. Una rueda localizada convenientemente tras el disparador (fácil acceso con el dedo índice) controla la mayoría de los ajustes de la cámara conjuntamente con otros botones que son fácilmente accesibles con el pulgar o están en la parte izquierda de la cámara. Este diseño se muestra también en cámaras de hoy en día.